# Bastian Pastewka
Bastian Pastewka (Bochum, 4 de abril de 1972) es un actor y comediante alemán.

## Carrera
Nacido en Bochum, Pastewka se dio a conocer por primera vez a un público más amplio en Alemania alrededor de 1996 como miembro habitual del reparto del programa de comedia Die Wochenshow. Allí interpretaba a personajes extravagantes y poco convencionales como Brisko Schneider, presentador de un programa de entrevistas sobre sexo, y Ottmar Zittlau, un peculiar desempleado.
Pastewka protagonizó varias películas alemanas de comedia, entre las que destacan Der WiXXer (2004) y Neues vom WiXXer (2007), una versión cómica de los dramas policíacos de Edgar Wallace de los años 1960. También ha trabajado como actor de voz en numerosas películas de animación, como Madagascar y Ghosthunters on Icy Trails.